# Nuestra Señora de la Esperanza
La Nuestra Señora de la Esperanza és una ermita al municipi de Sogorb, catalogada com a Bé Immoble de Rellevància Local amb número d'identificació 12.07.104-015, a uns dos quilòmetres de la vila de Sogorb, a la comarca de l'Alt Palància, al costat de les restes del convent de jerònims al qual complementava, i del qual actualment no queden més que uns poques restes; segons publica la Direcció General de Patrimoni Artístic de la Generalitat Valenciana. L'ermita és en un paratge natural municipal, conegut com la Esperanza (Sogorb). Aquest paratge el componen, d'una banda el conegut com a Déu de guia de l'Esperança, que és el que proporciona proveïment a la ciutat de Sogorb; l'Ermita de la Mare de Déu de l'Esperança; les restes del Convent dels Jerònims i l'aula de la natura.

## Història
Hi ha autors que consideren en aquest mateix lloc on actualment s'erigeix l'ermita de la Mare de Déu de l'Esperança, hi havia des de temps remots un santuari a alguna divinitat, i n'hi ha que consideren que la devoció a aquesta advocació mariana existeix des del segle vii; però res d'això pot provar-se documentalment, ja que la informació fiable de què es disposa només fa referència al fet que poc després de la Reconquesta al lloc hi havia algun edifici de caràcter religiós i que a finals del segle xiv es va construir una petita ermita que en un primer moment va estar dedicada tant a l'Esperança com a Santa Bàrbara.
Més tard, el 1495 l'infant Enric d'Aragó, cosí de Ferran el Catòlic, va fundar en aquest mateix lloc un convent de l'Orde de Sant Jeroni, els quals no van arribar al convent fins a 1573, que va acabar sent abandonat durant la desamortització de Mendizábal i molt danyat a conseqüència de les guerres carlines (ja que donada la situació estratègica del convent es va utilitzar en part com fortificació ocasional), quedant actualment només unes poques ruïnes. Malgrat tot, és durant l'existència del convent quan l'ermita té més rellevància a la zona. S'ha documentació sobre el seu estat ruïnós a 1582 i la necessitat de la seva restauració, que es va dur a partir de 1583 per part del Bisbe Canubio. Novament va necessitar restauració al segle xix, per haver de dur a terme el 1906 una rehabilitació completa, obra que es va finançar gràcies a l'ajuda econòmica proporcionada per un dels canonges de la Catedral de Sogorb en aquell moment, Lamberto Perpinyà. És en aquesta intervenció en què es dona a l'edifici l'aspecte actual, tot i que també s'han fet posteriorment altres intervencions.

## Arquitectura
L'edifici és de fàbrica maçoneria, maó i arrebossat, amb coberta a dues aigües i murs laterals que presenten el reforç de fortes contraforts exteriors, que interiorment es corresponen amb les quatre crugies a que es divideix la nau. De planta d'una sola nau de forma rectangular d'unes mesures aproximades de 24 metres de llarg per 12 metres d'ample. La cobertes interiors es fan a volta de canó que se subjecta sobre arcs de mig punt que descansen sobre pilastres. En l'altar una fornícula amb la imatge de la Mare de Déu, que apareix coronada sobre glòria d'àngels i amb un ceptre a la mà esquerra.
La façana, que se situa als peus de la planta, segueix la línia de la teulada, i presenta dues grans pilastres que l'emmarquen. La porta, presenta un marc de carreus en forma d'arc de mig punt. Sobre la porta un òcul circular amb vidriera en la qual es dibuixa una creu, dona il·luminació a l'espai interior.
Per la seva banda l'espadanya amb una única campana se situa en la paret lateral del darrere.